# Decelia terrosalis
Decelia terrosalis är en fjärilsart som beskrevs av Pieter Cornelius Tobias Snellen 1880. Decelia terrosalis ingår i släktet Decelia och familjen Crambidae. Inga underarter finns listade i Catalogue of Life.